# 아로요 쿨레브로역
아로요 쿨레브로 역(스페인어: Arroyo Culebro)은 마드리드 지하철 12호선의 역이다. 마드리드 지방 헤타페 3구의 아로요쿨레브로 지역에 위치해 있다. 요금구역상으로는 B1구역에 속한다.

## 역사
2003년 4월 11일 12호선 전 구간 개통과 함께 문을 열었다.
2014년 7월 6일부터 이 역에서부터 로스 에스파르탈레스 역까지의 구간이 시설개선 공사로 운행을 일시중단하면서 임시 시종착역이 되었다. 해당 구간의 각 역에 있는 승강장 선로를 교체 개선하고 선로정비 체계를 대체하며, 터널 방수작업과 하수관 수용량 확대 등의 공사가 진행되었다. 또 해당 구간을 통과하는 열차의 속력을 시속 70km로 늘리게 되었다. 공사는 2014년 9월 8일에 마무리되었다.

## 환승 정보
역 주변에 시외버스 정류장이 세 곳 있다.
버스
- 시외버스
  - 441, 444번 노선 (주간)
  - N801번 노선 (야간)

지하철
| 마드리드 지하철               | 마드리드 지하철        | 마드리드 지하철       |
| ----------------------------- | ---------------------- | --------------------- |
| 오스피탈 데 모스톨레스 순환선 | 마드리드 지하철 12호선 | 콘세르바토리오 순환선 |